# クロスオーバー (官民協働ネットワーク)
官民協働ネットワークCrossoverは、財務省職員の池田洋一郎が主宰する非営利団体である。官と民の壁、職種の壁、年齢の壁など、身の回りにある様々な目に見えない壁を乗り越え、多様な人財がより良い社会の実現に向けて協働するきっかけを創り出す触媒となることを目指している。

## 概要
2000年に代表の池田が官庁訪問の際に見た官庁の縦割りを問題意識として始まった。池田は内閣府、外務省、国土交通省、総務省、文部科学省、財務省、経済産業省一府六省からの内定生にて「新生省庁一期生有志による行政セクショナリズム勉強会」を立ち上げた。
翌年度、中央省庁再編後初めて財務省に入省した池田は、国家I種公務員試験を経て中央省庁に採用された者のみを会員とする「Government21」というウェブサイトを立ち上げ、勉強会で議論した結果を報告書として掲載した。そこでは、官僚が政治家や研究者、NGOらと政策を競い合う「政策市場創設」の提言がなされた。2001年7月13日付の朝日新聞夕刊1面では「若いうちから官僚の役割を問い続けようと、入省者の半数、約300人が省庁の垣根を超えてネットに集まった」と紹介された。この年、第一回「政府若手職員主催 異業種交流会」を開催し、盛況のうちに終わった。
やがて池田は、縦割り行政の背景に利益団体等の社会全体のセクショナリズムがあることに気づき、団体の名をCrossover21と変え、国家公務員以外の会員参加を認めた（なお「CrossOver21」という語はもともと異業種交流会の名であり2003年の会ではすでに使われていた）。以後会員を増やし、活動の幅を広げて現在に至る。現在では年数回のディスカッション大会（異業種交流会）、PIPDセミナー（英語による講演会）、スタディトリップ（社会見学）を実施している。多職種の会員とスタッフより構成されており、スタッフは自らをファシリテーターと名乗っている。

## 活動
不定期に以下の三つの活動を行っている。

### ディスカッション大会
特定の社会課題等を提示して100人程度の参加者を募り、複数のテーブルに分けたり、短時間で任意のペアを作ったりして議論する。どの程度の結論を求めるかで「ダイアログ」や「哲学対話」といった形態もとる。Super Short Meeting(SSM)など新しい手法を積極的に取り入れ、限られた時間内での議論の深化を模索している。

### PIPD Seminar
海外の著名人による英語講演と英語でのディスカッションを通じて、英語力と国際感覚を磨く。参加者も講師は無料・無給という特徴がある。

### スタディトリップ
主に地方に行き、様々な取り組みをする現地の人々や地方行政職員から話を聞く。

## ファシリテーター
- 池田洋一郎：代表。元財務省職員。『ハーバード・ケネディスクールからのメッセージ 世界を変えてみたくなる留学』[2]、『バングラデシュ国づくり奮闘記――アジア「新・新興国」から日本へのメッセージ』[3]著者。現在アジア開発銀行勤務。
- 服部真子：チーフファシリテーター。NHK World勤務。

その他多数。

## メディア等による紹介
- 2001年7月13日：朝日新聞夕刊第1面にて「キャリア1年生省庁超え連帯」という題で紹介。
- 2010年： 日経ビジネスオンライン特集「若き官僚たちの春」にて紹介[4]。
- 2012年8月18日：尼崎でのディスカッション大会開催が神戸新聞、読売新聞に掲載[5][6]。
- 2016年7月31日：6月に行われた群馬スタディトリップに関する記事が上毛新聞に掲載[7]。
- 2016年：文藝春秋「日本を元気にする100人」に代表の池田洋一郎が選出。
- 2017年 日本新聞協会が新聞を読むことの意義についてまとめたオンライン特集で紹介[8]。
- 2018年 月刊誌「公研」12月号「ひろば」に「Crossoverと言う生き方」という題で池田洋一郎の記事が掲載。
- 2019年 フィリピンの生活＆旅行を快適にする情報コミュニケーションサイトPrimerにて「第六十九回ビジネス烈伝 / アジア開発銀行（ADB） 総裁首席補佐官　池田洋一郎」が掲載[9]。